# Mr. Bungle (musikalbum)
Mr. Bungle musikalbum av musikgruppen Mr. Bungle som släpptes den 13 augusti 1991 efter att de fått skivkontrakt av Warner Music Group. Producent var saxofonisten John Zorn, som även sägs medverka på skivan.

## Låtförteckning
1. Travolta (Quote Unquote) - 6:56
2. Slowly Growing Deaf - 6:59
3. Squeeze Me Macaroni - 5:38
4. Carousel - 5:13
5. Egg - 10:38
6. Stubb (a Dub) - 7:19
7. My Ass Is On Fire - 7:47
8. The Girls of Porn - 6:42
9. Love Is A Fist - 6:01
10. Dead Goon - 10:02

## Genrer
- Alternativ pop/rock
- Heavy metal
- Experimentell musik
- Funkmetal
- Alternativ metal
- Experimentell rock